# Fort Smith (Arkansas)
Pour les articles homonymes, voir Fort Smith et Smith.
La ville américaine de Fort Smith est, avec Greenwood, un des deux sièges du comté de Sebastian, dans l'État de l'Arkansas.

## Géographie

### Hydrographie et hydrologie
Fort Smith a été édifiée à la confluence de la rivière Arkansas et de la rivière Poteau au lieu-dit Belle Point. 

## Urbanisme

### Voies de communication et transports

#### Transports publics

##### Transport ferroviaire
Fort Smith Railroad est un opérateur ferroviaire de proximité dont le siège est à Fort Smith.

##### Transport aérien
Fort Smith est desservie par le Fort Smith Regional Airport (IATA : FSM, ICAO : KFSM).

## Histoire

### Époque moderne
La toponymie française date de l'arrivée de plusieurs explorateurs français et coureurs des bois canadiens-français, qui sont passés dans cette région occidentale de la Louisiane française et ont atteint Santa Fé ; Pierre Antoine et Paul Mallet (1739), Satren (1749), et Chapuis (1752). L'explorateur Pierre Vial découvrit la Piste de Santa Fe en 1792. 

### Époque contemporaine
Le juge Isaac Parker, célèbre pour ses nombreuses condamnations à mort par pendaison, a exercé à Fort Smith.

## Politique et administration

### Jumelages
- Cisterna di Latina (Italie)

## Population et société

### Démographie
Sa population s’élevait à 86 209 habitants lors du recensement de 2010, estimée à 88 133 habitants en 2016, ce qui en fait la deuxième ville de l’État.

#### Évolution du nombre d'habitants
| 1840 | 1850 | 1860  | 1870  | 1880  | 1890   |
| ---- | ---- | ----- | ----- | ----- | ------ |
| 144  | 964  | 1 532 | 2 227 | 3 099 | 11 311 |

| 1900   | 1910   | 1920   | 1930   | 1940   | 1950   |
| ------ | ------ | ------ | ------ | ------ | ------ |
| 11 587 | 23 975 | 28 870 | 31 429 | 36 584 | 47 942 |

| 1960   | 1970   | 1980   | 1990   | 2000   | 2010   |
| ------ | ------ | ------ | ------ | ------ | ------ |
| 52 991 | 62 802 | 71 626 | 72 798 | 80 268 | 86 209 |

#### Répartition ethnique
| Groupe          | Fort Smith | Arkansas | États-Unis |
| --------------- | ---------- | -------- | ---------- |
| Blancs          | 69,3       | 77,0     | 72,4       |
| Autres          | 10,3       | 3,4      | 6,2        |
| Afro-Américains | 9,0        | 15,4     | 12,6       |
| Asiatiques      | 5,3        | 1,2      | 4,8        |
| Métis           | 4,2        | 2,0      | 2,9        |
| Amérindiens     | 1,8        | 0,8      | 0,9        |
| Océaniens       | 0,1        | 0,2      | 0,2        |
| Total           | 100,0      | 100,0    | 100,0      |
| Hispaniques     | 16,5       | 6,4      | 16,7       |

En 2010, plus de la moitié de la population amérindienne est cherokee (54 %), alors que 21 % est chacta.

### Langues
Selon l’American Community Survey, pour la période 2011-2015, 79,62 % de la population âgée de plus de 5 ans déclare parler l'anglais à la maison, 13,62 % l’espagnol, 3,00 % le vietnamien, 1,51 % le laotien et 1,69 % une autre langue.

## Culture locale et patrimoine

### Lieux et monuments
En 2007, Fort Smith a été choisie par le département de l'Intérieur des États-Unis pour abriter le musée du United States Marshals Service.

#### Fort Smith National Historic Site
Fort Smith National Historic Site est un site historique national américain situé le long de l'Arkansas River. Les premiers soldats américains s'installèrent à Fort Smith en 1817. Leur mission était de surveiller cette région de la Frontière et de faire respecter la paix entre les Osages et les Cherokees. Fort Smith fut une étape de la Piste des Larmes, c'est-à-dire le déplacement de plusieurs peuples amérindiens entre 1831 et 1838.

#### Cimetière national de fort Smith
Le cimetière national de fort Smith est un cimetière national des États-Unis situé sur Garland Avenue et la sixième avenue de la ville. Il est inscrit au Registre national des lieux historiques en 1999.